# 166 Родопи
166 Родопи (лат. 166 Rhodope) је астероид главног астероидног појаса са средњом удаљеношћу од Сунца која износи 2,686 астрономских јединица (АЈ).
Апсолутна магнитуда астероида је 9,89 а геометријски албедо 0,064.